# Gross Schärhorn
Gross Schärhorn är en bergstopp i Schweiz.   Den ligger i kantonen Uri, i den centrala delen av landet, 110 km öster om huvudstaden Bern. Toppen på Gross Schärhorn är 3 295 meter över havet, eller 532 meter över den omgivande terrängen. Bredden vid basen är 10,6 km.
Terrängen runt Gross Schärhorn är huvudsakligen bergig. Närmaste större samhälle är Bürglen, 13,6 km väster om Gross Schärhorn.
Trakten runt Gross Schärhorn består i huvudsak av gräsmarker. Runt Gross Schärhorn är det ganska glesbefolkat, med 22 invånare per kvadratkilometer.